# Nico Vega
Nico Vega est un groupe de musique de rock alternatif américain, originaire de Los Angeles, en Californie. Il est formé en 2005 par l'acteur/musicien Michael Peña qui nomme le groupe en l'honneur de sa mère. Le groupe compte au total deux albums, Nico Vega (2009) et Lead to Light (2014),,. En 2016, le groupe est annoncé indéfiniment en pause. À la sortie de leur dernier EP, 'Wars' sorti en 2018, le groupe annonce leur séparation afin de se baser sur leurs projets personnels respectifs.
En 2020, Aja Volkman et Dan Epand forment un nouveau groupe appelé "TWWO" et sortent leur premier EP "Pull the Knife Out". Le groupe s'est réuni en 2023, avec le retour de Michael Peña, et ils annoncent la production de nouveaux titres et un prochain spectacle à Los Angeles.

## Biographie

### Débuts (2009–2013)
La chanteuse du groupe, Aja Volkman commence à écrire des chansons à son lycée, situé à Eugene, en Oregon. En 2005, elle déménage à Los Angeles en ayant l'espoir de former un groupe de musique. Lors d'un de ces spectacles, elle se fait remarquer par Michael Peña qui l'offre de former un groupe avec Rich Koehler. En 2007, Mike décide de quitter le groupe pour poursuivre sa carrière d'acteur et de s'occuper de son enfant, il est remplacé par Dan Epand. En 2009, le groupe sort son premier album intitulé Nico Vega. Les chansons So So Fresh, Wooden Dolls et Gravity sont produites par Linda Perry,.
En 2012 et 2013, pour la promotion du jeu vidéo BioShock Infinite, 2K Games utilise les chansons Beast et Fury Oh Fury pour les bandes-annonces de leur jeu. Après la diffusion de la bande-annonce intitulé Beast of America, la chanson Beast est téléchargée plus de cinq millions de fois. En 2013, les chansons So So Fresh et Fury Oh Fury sont interprétées dans la série télévisée américaine Banshee et sont intégrées sur la bande originale tirée de la série.

### Lead to Light(2014–2016)
En 2014, le groupe travaille sur leur second album intitulé Lead to Light sorti le 22 juillet 2014 au label Five Seven Music. Il est coproduit par Dan Reynolds (Imagine Dragons), Tony Hoffer (Beck, Fitz and the Tantrums, M83) et Tim Edgar (Nico Vega). Le single I Believe (Get Over Yourself) est coécrit par Dan Reynolds. Nico Vega participera à I Believe (Get Over Yourself) au Big Morning Buzz Live diffusé par VH1. La chanson Lightning est coécrite avec les membres de She Wants Revenge. NPR dffusera en premier la chanson I'm on Fire via All Songs Considered et l'offrira en téléchargement gratuit.
Aussi, le groupe participe à la tournée de Imagine Dragons. Le 6 juin 2016, Aja Volkman annonce sur Facebook la mise en pause indéfinie du groupe.

## Membres

### Membres actuels
- Aja Volkman – chant (depuis 2005)
- Rich Koehler – guitare (depuis 2005)
- Dan Epand – batterie (depuis 2007)

### Anciens membres
- Michael Peña – batterie (2005–2007)
- Jamila Weaver – guitare basse (2012–2013)

## Discographie

### EP
- 2006 : Chooseyourwordspoorly[14]
- 2007 : Cocaine Cooked the Brain[15]
- 2007 : No Child Left Behind
- 2011 : Nico Vega Covers Nico Vega and Rod Stewart[16]
- 2013 : Fury Oh Fury[17]

### Singles
- 2009 : Beast
- 2009 : We Are the Art
- 2012 : Easier
- 2013 : Bang Bang (My Baby Shot Me Down)
- 2014 : I Believe (Get Over Yourself) (25 février)[18]